# Matthias Steinl
Matthias Steinl (eller Steindl) (1644 – 18. april 1727) var en østrigsk arkitekt og billedhugger. Han var en af de første der etablerede højbarok som stilart i Østrig.
Steinl formodes af stamme fra Salzburg, hvor han muligvis er blevet uddannet til kunstner. I 1670'erne var han beskæftiget i Leubus (nu Lubiąż) i Niederschlesien, hvor han overtog arbejdet fra den afdøde skulptør Matthias Knote, hvis enke han giftede sig med i 1677. De fleste af hans arbejder fra denne tid blev ødelagt under 2. verdenskrig.
I 1682 flytter han til Wrocław hvor fyrstebiskoppen anbefalede ham til hoffet i Wien, hvor han blev kejserlig elfenbensskærer. Han producerer i denne periode flere vigtige værker, bl.a. elfenbensstatuer af Leopold I. og Joseph I. Fra 1690'erne deltager han i flere udsmykningsprojekter med religiøse skulpturer, bl.a. i dominikanerkirken i Wien, Peterskirken i Wien og Stephansdom.
Omkring 1688 bliver Steinl mere interesseret i arkitektur og er blandt de første til at introducere Francesco Borromini's højbarokke stil i Østrig. Han menes at være arkitekten bag kirken i Laxenburg ved Wien, der var den første bygning nord for Alperne, der havde svungen facade. Kirken er bygget mellem 1693 og 1703 af Carlo Antonio Carlone og færdiggjort mellem 1703 og 1724 af Steinl. Han var involveret i Jakob Prandtauers facadeprojekt på karmeliterkirken i Sankt Pölten.
Steinls arkitektoniske værker blev som regel udført af Joseph Munggenast, der var nevø til Jakob Prandtauer. De største værker er tårnene i Stift Dürnstein og Stift Zwettl.
Steinl har desuden udført mange altre og prædikestole i kirker i Wien og andre steder i Østrig.